# Yusuf al-Qaradawi
Yusuf al-Qaradawi (arabiska: يوسف القرضاوي), född 9 september 1926 i Saft Turab i Al-Gharbiyya, Egypten, död 26 september 2022 i Doha, Qatar, var en egyptisk islamisk skriftlärd och uttolkare av islams skrifter. Han medverkade och predikade också i TV och var ordförande för Europeiska fatwarådet (ECFR).

## Allmänt
Yusuf al-Qaradawi utvisades från Egypten på grund av sitt medlemskap i det Muslimska brödraskapet och kom slutligen att hamna i Qatar. Där började han medverkai TV-programmet Al-Sharia wal-Hayat på nyhetskanalen al-Jazeera. Med al-Jazeera som plattform når hans åsikter ut till tiotals miljoner människor i Europa och Mellanöstern.  Han ligger bakom webbplatsen Islam Online.
Han har på grund av sina åsikter inreseförbud i Irland, Storbritannien och USA. Den största muslimska organisationen på Irland Islamic Cultural Centre of Ireland (ICCI) stöttar Qaradawi och menar att hans åsikter är representativa för islam och står inte i strid med islamisk lära.

## Åsikter och ställningstaganden

### Israel–Palestina-konflikten
Yusuf al-Qaradawi deltog i juni 2003 i en konferens som hölls i Stockholms moské som hade anordnats av Islamiska förbundet i Sverige. Vid detta tillfälle uttryckte han sitt stöd för självmordsattacker riktade mot civila israeler, inklusive kvinnor och barn. Han menar att Israel är ett "helt militariserat" samhälle och att det därför inte finns några civila israeler. Han anser också att gravida kvinnor och deras ofödda barn är giltiga måltavlor, med motiveringen att barnen kan växa upp och gå med i den israeliska försvarsmakten.

### Uttalanden om judar, Adolf Hitler och Förintelsen
I ett uttalande som sändes på TV-kanalen al-Jazira den 28 januari 2009, i samband med Gazakriget, gjorde al-Qaradawi följande uttalande:
| ” | Genom historien har Allah ålagt vissa personer att straffa judarna för deras korruption. Den senaste bestraffningen utfördes av Hitler. Genom allt han gjorde mot dem, även om de har överdrivit denna fråga, lyckades han sätta dem på plats. Detta var ett gudomligt straff för dem. Med Allahs vilja kommer nästa bestraffning att utföras av de troende. | „ |

### Uppmaning till strid mot shiamuslimer
I juni 2013 uppmanade al-Qaradawi alla sunnimuslimer att ta till vapen och förenas i en strid mot shiamuslimer i Syrien. Enligt al-Qaradawi är ”Satans parti”, det vill säga Hizbollah (som på arabiska betyder ”Guds parti”), ett instrument i den iranska ambitionen att massakrera sunnimuslimer.